# Lawrence Wong (actor)
Lawrence Wong (en chino simplificado王冠逸, chino tradicional: 王冠逸, pinyin: Wáng Gùanyì), es un actor, modelo y cantante malasio-singapurense, conocido por haber interpretado a Hai Lancha en la serie Story of Yanxi Palace.

## Biografía
Se graduó con un título en comunicación de masas del Real Instituto de Tecnología (inglés: "Royal Melbourne Institute of Technology" (RMIT)) de Melbourne, Australia.
Es buen amigo de la actriz china Qin Lan.

## Carrera
Es miembro de la agencia "Wow Star Pictures" (沃星影业), dirigida por la actriz china Qin Lan.
En 2010 apareció en la serie singapurense Your Hand In Mine donde dio vida a Ben, el antiguo aprendiz de Wu Youqing (Joanne Peh) y el tercer hijo de "Garbage" (Zheng Yazhu).
En noviembre de 2011 se unió al elenco de la serie malayo-singapurense Dark Sunset (黑色夕阳) donde interpretó a Chen Jianbang, el abogado de la familia Lin, hasta el final de la serie en enero del 2012.
En el 2014 se unió al elenco recurrente de la serie singapurense Three Wishes (三个愿望) donde dio vida a Junhao, el exnovio de Zhao Xiaomin (Julie Tan).
Ese mismo año se unió al elenco recurrente de la serie singapurense 118 donde interpretó a Zhang Jiabao, el amigo de la infancia de Hong Jinzhi (Ya Hui) e hijo de Zhang Jingui (Yeo Thiam Hock).
En el 2016 obtuvo un papel secundario en la serie singapurense The Dream Job (绝世好工) donde dio vida a Qiu Zhiying, un gánster y el hermano mayor de Qiu Xinling (Bonnie Loo).
En julio del 2018 se unió al elenco recurrente de la serie china Story of Yanxi Palace donde interpretó a Hai Lancha, uno guardia imperial de buen corazón y el mejor amigo de Fuca Fuheng (Xu Kai).
En el 2019 se unió al elenco principal de la serie dramática singapurense My One In A Million (我的万里挑一) donde dio vida a Yang Dingyi, el hermano de Yang Yichun (Michelle Wong). Originalmente el papel de Ding Yi sería interpretado por el actor Aloysius Pang, sin embargo luego de que Pang muriera tras ser aplastado por un cañón de artillería durante ejercicios militares, fue reemplazado por Lawrence.
El 5 de abril del 2020 se unió al elenco principal de la serie china Girlfriend donde interpretó a Ye Feimo, el frío CEO de "An Ning Wen Hua" que comienza a cambiar cuando conoce a Wen Xiaonuan (Xu Hao), hasta el final de la serie el 4 de mayo del mismo año.

## Filmografía

### Series de televisión
| Año             | Título                             | Personaje                                 | Notas                |
| --------------- | ---------------------------------- | ----------------------------------------- | -------------------- |
| 2020 - presente | Love and Passion (万水千山总是情)  | Zhuang Tianya                             |                      |
| 2020 - presente | The Deer and the Cauldron (鹿鼎记) | Wu Yingxiong                              |                      |
| 2020 - presente | One Boat One World (海洋之城)      | Wang Ziyang                               |                      |
| 2020            | Girlfriend (楼下女友请签收)        | Ye Feimo                                  | 36 episodios         |
| 2019            | My One In A Million (我的万里挑一) | Yang Dingyi                               | 25 episodios         |
| 2018            | Story of Yanxi Palace              | Hai Lancha                                |                      |
| 2016            | My Twin Lover (双子情人)           | 余厚明 / 余厚勤                           |                      |
| 2015            | Yes Sir My Boss                    | Ron                                       |                      |
| 2014            | World at Your Feet (球在你脚下)    | Ministro de Cultura, Comunidad y Juventud | 2 episodios          |
| 2016            | The Dream Job                      | Qiu Zhiying                               | 17 episodios         |
| 2015            | 如何说再见                         | Lawrence                                  |                      |
| 2015            | 3cm Short (差3公分想爱你)          | Peng Zixiang                              |                      |
| 2015            | รับแซ่บ (My Boss)                    | -                                         |                      |
| 2014            | Zero Calling                       | -                                         |                      |
| 2014            | 118 (要要发)                       | Zhang Jiabao                              | 38 episodios         |
| 2014            | Three Wishes                       | Junhao                                    |                      |
| 2014            | In Laws 2 (男婚女嫁 2)             | Zheng Qijian                              |                      |
| 2013            | In Laws (男婚女嫁)                 | Zheng Qijian                              |                      |
| 2011 - 2012     | Dark Sunset                        | Chen Jianbang                             | 30 episodios         |
| 2011            | Secrets for Sale (拍·卖)           | Guo Anjin                                 | 13 episodios         |
| 2011            | A Time To Embrace (追影·筑梦)      | Jensen                                    |                      |
| 2011            | Tribulations of Life (浮生劫)      | Yang Disheng                              |                      |
| 2011            | 天幕迷情                           | Jachy Chen                                |                      |
| 2010            | Your Hand In Mine (想握你的手)     | Ben                                       |                      |
| 2010            | Goodnight DJ 2                     | -                                         |                      |
| 2006            | Police & Thief (警察与贼)          | Dai Kor                                   | (aparición especial) |
| 2002            | 肥肥一家亲2                        | -                                         |                      |
| 2002            | Moulmein High III (上课一派 III)   | Dai Kor                                   |                      |

### Películas
| Año  | Título                                    | Personaje  | Notas                                                             |
| ---- | ----------------------------------------- | ---------- | ----------------------------------------------------------------- |
| 2019 | Undercover Punch and Gun (潜行者)         | Jack       | junto a Awayne Liu, Siu Yam-yam, Ada Wong (王子涵) y Dexter Young |
| 2018 | 超级APP                                   | 韩晨       |                                                                   |
| 2017 | 少女的奇幻日记之追星计划                  | 薛先森     |                                                                   |
| 2016 | Summer's Desire (泡沫之夏)                | Song Yamin | junto a Him Law, Huang Cancan, Jerry Yan, Gua Ah-leh y Allie Chan |
| 2015 | In the Room (Hotel Singapura, 无限春光27) | Boon       | junto a Josie Ho, Choi Woo-shik y George Young                    |
| 2014 | 玩 Cool 青春                              | -          |                                                                   |
| 2014 | 憶起回家 Spring Chorus (電視電影)         | 文彬       |                                                                   |
| 2013 | 我心向明月                                | -          |                                                                   |
| 2013 | 世界末日                                  | -          |                                                                   |
| 2012 | 幸福邊緣 Medic Force                      | -          |                                                                   |
| 2009 | The Promise                               | -          | junto a Julie Tan                                                 |
| 2000 | 上课一派                                  | -          |                                                                   |

### Programas de variedades
| Año  | Título     | Notas              |
| ---- | ---------- | ------------------ |
| 2018 | Happy Camp | invitado           |
| 2017 | Star Gym   | ep. #11 - invitado |

### Revistas / sesiones fotográficas
| Año  | Título             | Notas                    |
| ---- | ------------------ | ------------------------ |
| 2020 | Awake Magazine     | (publicación de abril)   |
| 2019 | Esquire Malaysia   |                          |
| 2019 | MARS               |                          |
| 2019 | Grazia China       | (publicación #399)       |
| 2019 | Neo New One        | [ 10 ]                   |
| 2019 | Lifestyle Magazine | junto a Qin Lan          |
| 2018 | OK! Magazine       |                          |
| 2018 | NUYOU SINGAPORE    |                          |
| 2018 | Bazaar Jewelry     | (publicación de octubre) |
| 2018 |                    | junto a Jiang Zixin      |

### Endorsos
| Año  | Título    | Notas                          |
| ---- | --------- | ------------------------------ |
| 2019 | Trip.com  | Portavoz en Malasia y Singapur |
| 2019 | Guerlain  |                                |
| 2018 | Montblanc | Embajador en Malasia           |

### Eventos
| Año  | Título                                    | Notas                        |
| ---- | ----------------------------------------- | ---------------------------- |
| 2019 | 2019 Sohu Fashion Awards: Salute To Stars |                              |
| 2019 | 2019 Madame Figaro Fashion Gala           |                              |
| 2019 | 1st. Singapore Fan Meeting                | en Chinatown Point, Singapur |
| 2018 | Mid Autumn Night (2018湖南卫视中秋之夜)   |                              |
| 2018 | StarHub Night of Stars (星和璀璨星光夜)   | en Singapur                  |

## Discografía
| Año  | Canción  | Notas  |
| ---- | -------- | ------ |
| 2018 | 大好青年 | [ 15 ] |

### Miniálbum
| Año              | Información                      | Canciones | Notas |
| ---------------- | -------------------------------- | --- | ----- |
| febrero del 2017 | Título: 王冠逸 Lawrence 同名專輯 | 1. 信教育 2. Hi & Bye 3. 是你把我变成这样 4. Hi & Bye 信教育 - Club Mix 5. Hi & Bye - Rave Party Mix 6. 信教育 - Hip Hop Chillout Mix |       |

## Premios y nominaciones
| Año  | Categoría                                                    | Premio                              | Trabajo               | Resultado |
| ---- | ------------------------------------------------------------ | ----------------------------------- | --------------------- | --------- |
| 2018 | Breakthrough Star Award                                      | StarHub Award                       | -                     | Ganó      |
| 2018 | Best Supporting Actor Award                                  | 14th Chinese American Film Festival | Story of Yanxi Palace | Ganó      |
| 2018 | Asian-American Television and Film Festival Golden Oak Award | Asia's Most Promising Actor Award   | -                     | Ganó      |
| 2010 | Favourite Male Character                                     | Star Award                          | The Promise           | Nominado  |